# Ținutul Argeș
Il Ținutul Argeș era uno dei 10 Ținut, suddivisione amministrativa di primo livello,  in cui era diviso il Regno di Romania.
Venne istituito nel 1938 a seguito della riforma amministrativa di stampo fascista attuata dal Re Carlo II di Romania.
Comprendeva la Valacchia e parte della Transilvania e deve il nome al fiume omonimo. Il capoluogo era la città di Bucarest.

## Distretti incorporati
I distretti vennero soppressi. I 10 che componevano il Ținutul Argeș erano i seguenti:
- Distretto di Argeș
- Distretto di Brașov
- Distretto di Buzău
- Distretto di Dâmbovița
- Distretto di Ilfov
- Distretto di Muscel
- Distretto di Prahova
- Distretto di Teleorman
- Distretto di Trei Scaune
- Distretto di Vlașca

## Stemma
Lo stemma consiste in 10 fasce, 5 azzurre e 5 argento che rappresentavano i 10 distretti dei 71 in cui era divisa la Grande Romania. Un'aquila d'oro con le ali spiegate ed una Croce cristiana nel becco (elementi presi dallo stemma della Valacchia) poggia su uno dei 5 picchi che rappresentano i Monti Bucegi

## Soppressione del Ținut
Con l'inizio della seconda guerra mondiale parte del territorio venne perso a favore della Bulgaria.